# ダフニ修道院、オシオス・ルカス修道院、ヒオス島のネア・モニ修道院
ダフニ修道院、オシオス・ルカス修道院、ヒオス島のネア・モニ修道院（ダフニしゅうどういん、オシオス・ルカスしゅうどういん、ヒオスとうのネア・モニしゅうどういん）は、ギリシャ共和国にあるユネスコの世界遺産（文化遺産）。東ローマ帝国の時代に建設されたギリシャ正教（正教会）の3つの修道院から構成される。1990年に世界遺産として登録された。

## 概略
登録名に列記されている3つの修道院は、地理的には大きく離れた場所に所在しているが、いずれもビザンティン時代中期に建設された修道院である。これらの修道院の中央聖堂（カトリコン）をはじめとする主要な建物は、中期ビザンティン建築に特徴的なスクィンチ式教会堂の形式で建てられている。またギリシャ共和国において、11世紀に作成されたモザイクが残されているのはこの3つの修道院のみである。ネア・モニ以外の修道院については、建設の過程はほとんど知られていない。

## 登録対象
ダフニ修道院
アテネ近郊のダフニにある修道院。修道院の設立に関する書類は全く残っていないため、知られていることはほとんどないが、中央聖堂のモザイクの様式から11世紀の設立と考えられている。中央聖堂は、複合型スクィンチ式の教会堂で、成熟した中期ビザンティンのモザイクを見ることができる。
オシオス・ルカス修道院
中央ギリシャ地方・ヘリコン山の麓にある修道院。9世紀に現れた奇跡を起こす克肖者ルカのために建設された。中央聖堂は、複合型スクィンチ式の教会堂であるが、それに付随するかたちで4円柱式内接十字型の教会堂、生神女聖堂（テオトコス聖堂）がある。建物としては生神女聖堂のほうが古い。ダフニ修道院と同じく、建設の経緯などの資料は全く残っていないが、生神女聖堂は恐らく966年に、中央聖堂は1048年に完成したものと考えられる。
ネア・モニ修道院
東エーゲ海のヒオス島にある修道院。他の2つの修道院と異なり、建設の経緯や年代がある程度判明している。その起原は、ヒオス島の修道士ニケタスとヨアンニスが、追放中であったコンスタンティノス・モノマコスが皇帝になると予言し、後に彼がコンスンティノス9世として即位したことに始まる。コンスタンティノス9世は、2人のために修道院を建設し、莫大な寄進と多くの特権を与えた。こちらの中央聖堂は、単純型スクィンチ式教会堂と呼ばれる形式である。

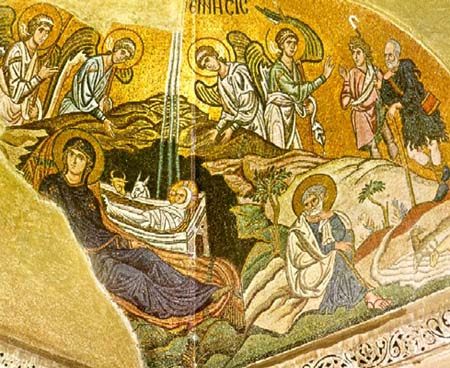
ダフニ修道院のモザイク
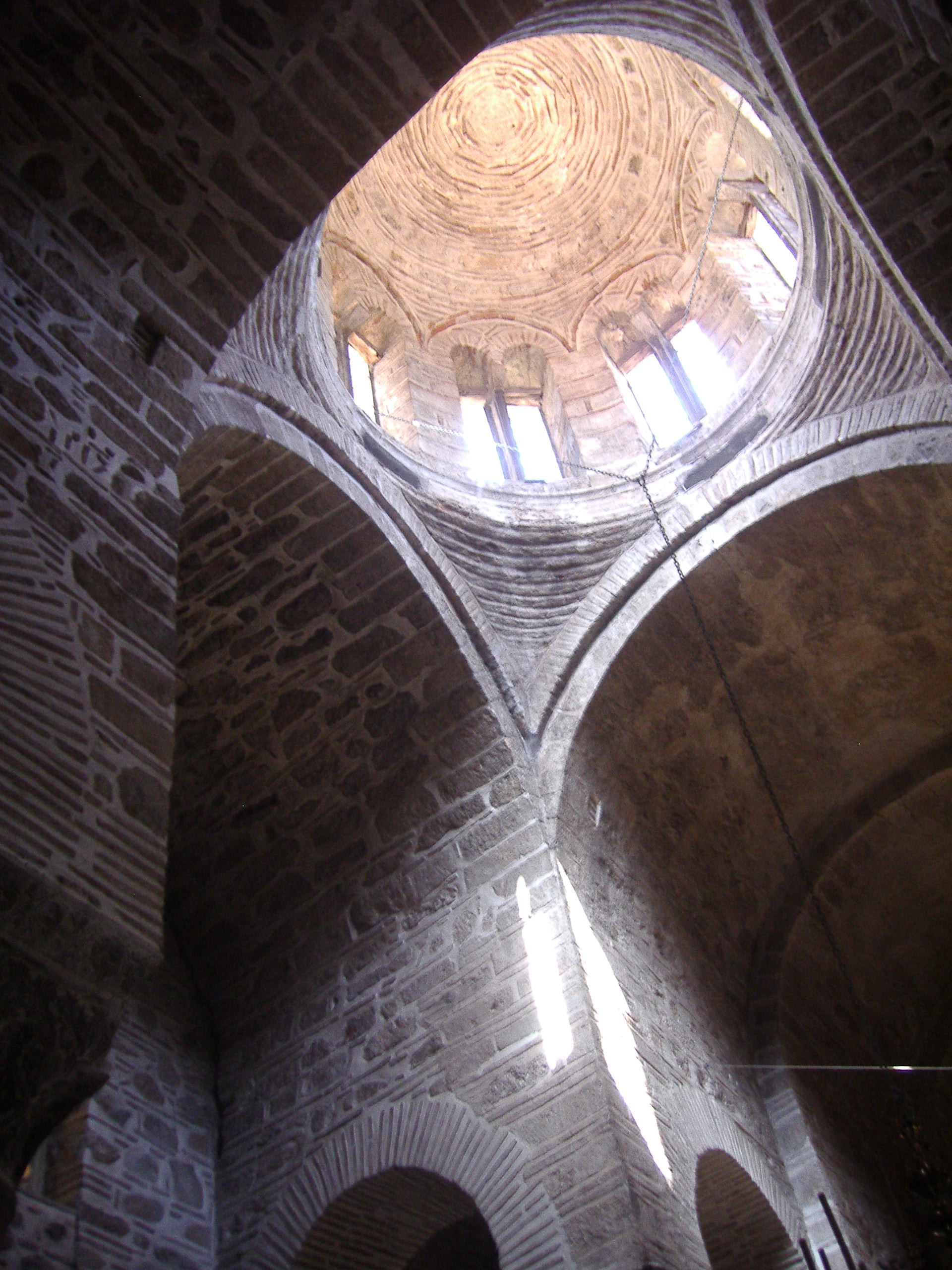
オシオス・ルカス修道院のテオトコス聖堂
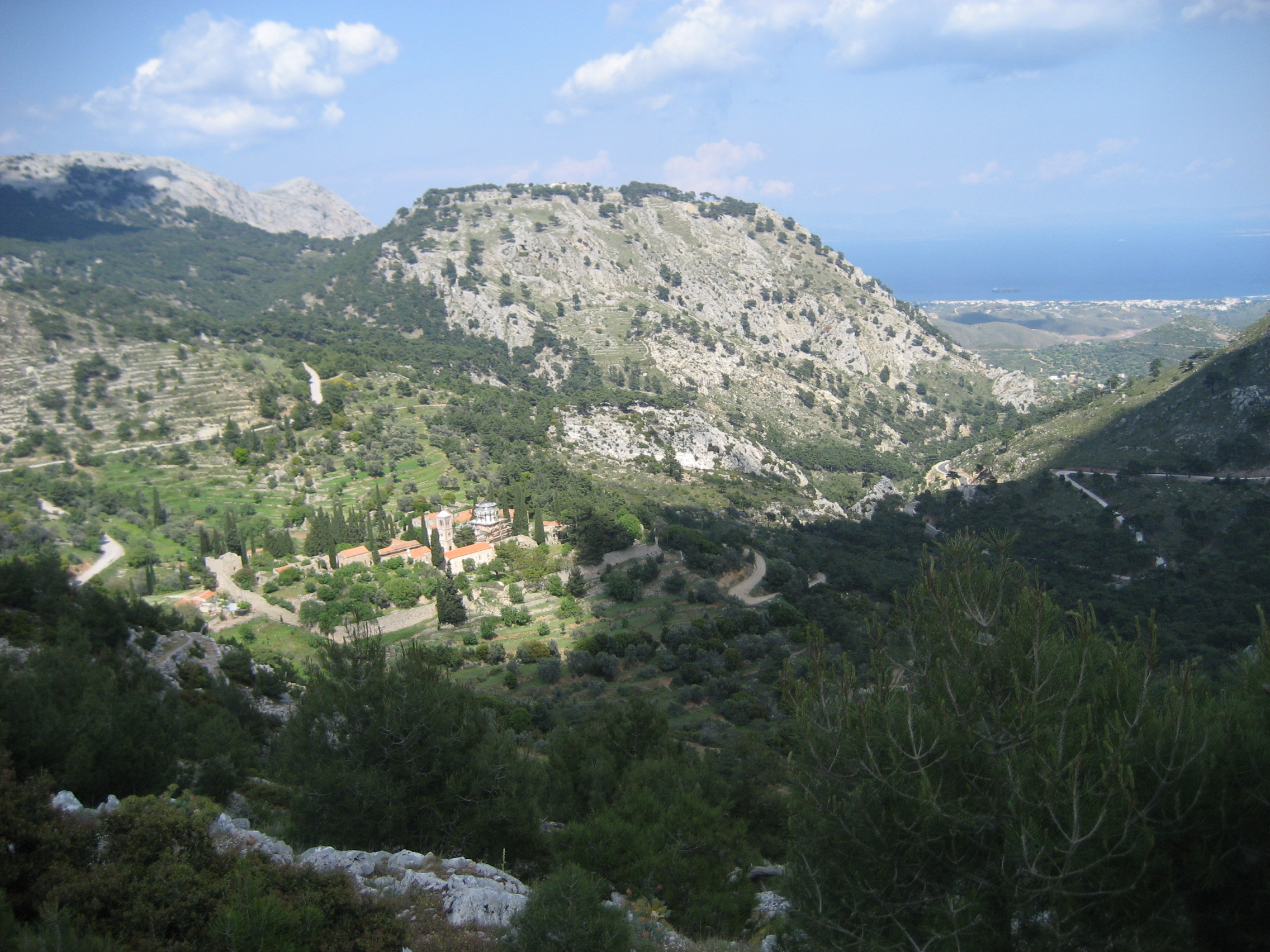
ネア・モニ修道院全景
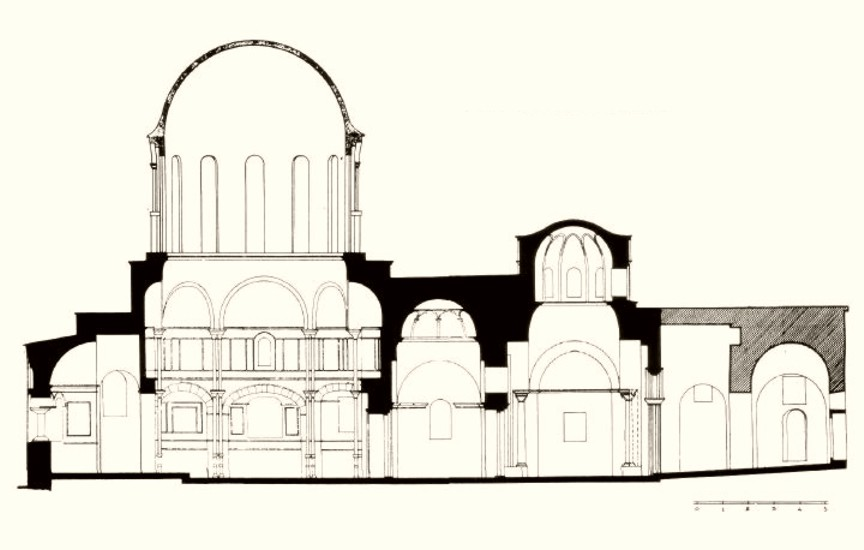
ネア・モニ修道院中央聖堂の構造
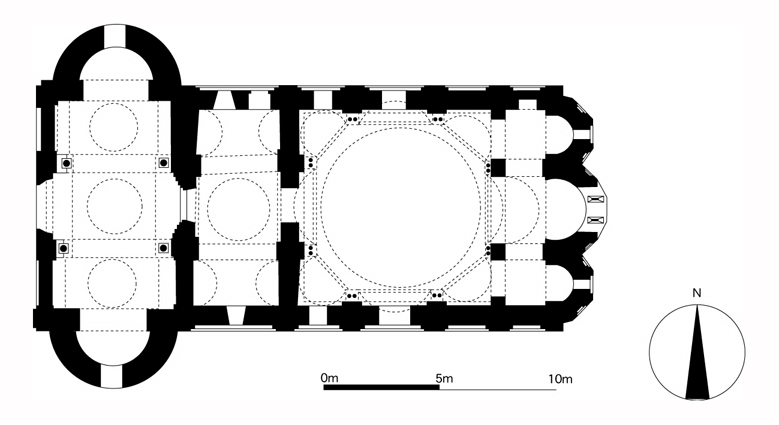
ネア・モニ修道院中央聖堂の構造

## 登録基準
この世界遺産は世界遺産登録基準のうち、以下の条件を満たし、登録された（以下の基準は世界遺産センター公表の登録基準からの翻訳、引用である）。
- (1) 人類の創造的才能を表現する傑作。
- (4) 人類の歴史上重要な時代を例証する建築様式、建築物群、技術の集積または景観の優れた例。